# 東名阪ネット6
東名阪 ネット6（とうめいはん ネットシックス）は関東・東海・近畿の全国独立放送協議会（旧称：全国独立UHF放送協議会）加盟6局によって2007年4月に発足した共同制作機構である。略称は「ネット6」「N6」など。

## 概要
これまで、南関東の3局（テレビ埼玉・千葉テレビ放送・テレビ神奈川）は首都圏トライアングルを、近畿の2局（サンテレビジョン・KBS京都）は三都ネットをそれぞれ形成しており、番組の共同制作と相互供給を行ってきた。
また、各局は今まで多数の映画およびドラマやアニメなどの共同制作を行ってきたが、今回の共同制作機構はこの2つの機構と東海地方の三重テレビ放送を合わせる形で東名阪3地区での独立UHF局のネットワークを強化すると共に、共同制作によってキー局を中心とした既存の各ネットワークに負けない番組作りを目指すことおよび、お互いの立場を尊重しつつもテレビ東京系列に次ぐ将来の6番目の系列作りを念頭においた機構にするとしている。
機構の発足以前から6局で委員会を設け、スタッフを集めてソフト開発の研究を行っていたが、その第一弾として2007年4月より月曜20時台に新たな番組枠を設置しクイズ番組『カルチャーSHOwQ〜21世紀テレビ検定〜』の6局同時ネット放送を開始した。なお、制作費や収入は参加局で均等に分担・配分された。これ以降、『走る男』シリーズや動物ドラマシリーズなど、6局共同制作の番組が制作され、2009年4月から放送の『走る男II』から日本BS放送が番組単位で制作に加わるようになる。
2013年3月までは1つ以上の共同制作番組が存在していたが、2013年4月から9月、に「東名阪ネット6」として制作した番組が1つも放送されなかった以降、度々空白期間が生じている。また、発足時に存在した公式サイト（net-6.jp）も既に消滅している。さらに、『走る男女子部』以降はテレ玉やチバテレが相次いで制作から外れ、放送も実施していないなど、共同制作番組は減り、代わって、機構加盟局が番組製作委員会に制作で参画するケースが増えている。

### 6局共同制作・放送ではない例
昨今は、6局のうち1局ないし2局が制作から外れている番組も少なくない。代表的な例として、後にNHK BSプレミアムで姉妹番組が作られるまでになった『戦国鍋TV 〜なんとなく歴史が学べる映像〜』は、KBS京都・三重テレビは制作・放送共に行っていない。以下のような例があり、ここには関東・近畿の加盟局から最低1局以上制作に関わっている番組を記載し、関東・近畿それぞれのみの番組は記載しない。

### 参加局
- テレビ埼玉（テレ玉、TVS 3）
- 千葉テレビ放送（チバテレ、CTC 3）
- テレビ神奈川（tvk 3）
- 三重テレビ放送（MTV 7）
- 京都放送（KBS京都、KBS 5）
- サンテレビジョン（SUN-TV、サンテレビ、SUN 3）

## 視聴可能地域
参加局は全て府県域放送で、放送対象地域はそれぞれ埼玉・神奈川・千葉・三重・京都・兵庫の各府県となっており、いずれも機構名にある東京・名古屋・大阪を含む三大都市圏（首都圏・中京圏・近畿圏）に属している。なお、東京都および愛知県・大阪府を放送対象地域とする各局は機構に参加していないが、これらの地域などの一部では隣接府県を放送対象地域とする参加局のスピルオーバーおよびCATVの区域外再放送による視聴が可能の場合もある。これらを合わせて、機構では日本全国の人口の約47パーセントをカバーするとしている。
なお、三大都市圏に含まれる岐阜・滋賀・和歌山・奈良県を放送対象地域とする各局は機構に参加していない。

## 制作番組
『カルチャーSHOwQ』を除き、放送形態は6局同時ネットではない。番組の詳細に関しては各番組の項目を参照のこと。

### 不定期放送の番組
- 日本ふるさと百景（2011年7月 - ）
  - 幹事：テレ玉（埼玉編）、チバテレ（千葉編）、tvk（神奈川編）、三重テレビ（三重編）、KBS京都（京都編）、サンテレビ（兵庫編）、とちぎテレビ（栃木編）、ぎふチャン（岐阜編）、びわ湖放送（滋賀編）
  - 制作著作：日本ふるさと百景制作委員会（制作は例えば埼玉編ならテレ玉、千葉編ならチバテレとなる）
  - 出演：

紀行番組。25分番組。参加各局が属する府県の四季の風景をナレーションと共に紹介するもの。主に雨傘番組や穴埋めとして使用されるため、各局放送日は異なる。
- N6ドキュメンタリー
  - 幹事：
  - 制作著作：内容により異なる（例・「見えない壁を越えて」はtvk、「それぞれの終末」は三重テレビ）。
  - 出演：

ドキュメンタリー番組。60分番組。

### 過去に放送された番組
- カルチャーSHOwQ〜21世紀テレビ検定〜（2007年4月2日 - 2009年3月30日）
  - 幹事：tvk（担当：岩田悦子＜現tvk編成局長、チーフプロデューサー＞）
  - 制作著作：東名阪ネット6参加各社・イースト
  - 司会：筧利夫・井森美幸・佐藤亜樹（tvkアナウンサー）

クイズ番組。2007年4月より月曜20時台に新たな番組枠を設置し、6局同時放送を実施。現在のところ、東名阪ネット6共同制作番組では唯一の同時放送である。
- 走る男（2008年4月 - 2009年3月）
  - 幹事：KBS京都（担当：伊藤義行＜KBS京都エグゼクティブプロデューサー＞）
  - 制作著作：東名阪ネット6参加各社・元気な事務所
  - 出演：森脇健児

ドキュメントバラエティ番組。30分番組。
- ドラマ 鉄道むすめ〜Girls be ambitious!〜（2008年10月 - 2009年1月）
  - 幹事：tvk（担当：関佳史＜現tvk営業局長＞）
  - 制作著作：東名阪ネット6参加各社・トミーテック・ポニーキャニオン
  - 出演：高梨臨・遠藤舞・河西智美・時東ぁみ・外岡えりか・宮澤佐江・谷澤恵里香

テレビドラマ。各鉄道事業者（京成電鉄・富士急行・埼玉高速鉄道・銚子電鉄・東京モノレール・上田電鉄他1社）の完全協力による撮影が行われた。30分番組。
- F.LEAGUEダイジェスト（2008年11月 - 2009年3月）
  - 幹事：tvk
  - 制作著作：東名阪ネット6参加各社ほか
  - 出演：中村義昭

日本フットサルリーグの情報番組。『カルチャー - 』と同様、制作著作のクレジットにはネット6のロゴマークが表示されている。月1回、4回の放送。2009年度は三重テレビ、KBS京都、サンテレビが脱退し、「制作著作：首都圏トライアングル」として放送。
- キャラディのジョークな毎日（2009年4月1日 - 2010年3月31日）   
  - 幹事：tvk（担当：関佳史）
  - 制作著作：東名阪ネット6参加各社・アミューズメントメディア総合学院・京都造形芸術大学
  - 出演：安田美沙子

CGアニメ。『Funny Pets』（tvk、KBS）のスタッフが関わる。いわゆる局制作のUHFアニメ。公式サイトにはネット6ロゴ、幹事局tvkであることが明記されているが、放送ではネット6ロゴや幹事局についての表示はない。月曜日から日曜日まで毎日放送しているが、日本で日曜日、年末年始も休みなく連日新作が放送されるアニメは他に例がないと思われる。5分番組。
- 走る男II（2009年4月 - 2010年3月）
  - 幹事：KBS京都（担当：伊藤義行）
  - 制作著作：東名阪ネット6参加各社・日本BS放送・元気な事務所
  - 出演：森脇健児

ドキュメントバラエティ番組。30分番組。
- 磁石のケータイハンター（2010年1月 - 3月）
  - 幹事：tvk
  - 制作著作：磁石のケータイハンター制作委員会（東名阪ネット6参加各社・BS TwellV・クリエイティブオフィスなび・ホリプロコム・竹書房）
  - 出演：磁石

クイズ番組。30分番組。
- 仏像大好。（2010年1月 - 3月）
  - 幹事：KBS京都
  - 制作著作：東名阪ネット6参加各社・日本BS放送・元気な事務所
  - ナレーション：中嶋朋子

平城京遷都1300年を記念した仏像をめぐる紀行番組。30分番組。
- ねこタクシー（2010年1月 - 3月）
  - 幹事：tvk
  - 制作著作：2010「ねこタクシー」制作委員会（AMGエンタテインメント・東名阪ネット6参加各社・札幌テレビ放送・TVQ九州放送・アミューズメントメディア総合学院・NTTぷらら・竹書房）
  - 出演：カンニング竹山、鶴田真由、山下リオ

テレビドラマ。30分番組。動物ドラマシリーズの第4弾。
- 白百合兄弟のハンサムな食卓（2010年1月 - 2月）
  - 幹事：tvk
  - 制作著作：白百合兄弟のハンサムな食卓」製作委員会（竹書房、東名阪ネット6参加各社）
  - 出演：桜田通、植原卓也

テレビドラマ。初出はQTV。10分番組。
- いんぷろ…。（2010年7月 - 9月）
  - 幹事：tvk
  - 制作著作：東名阪ネット6参加各社、岐阜放送
  - 出演：*pnish*

演劇番組。30分番組。
- 稲川大百怪 噂の百物語（2010年6月 - 7月）
  - 幹事：テレ玉
  - 制作著作：東名阪ネット6参加各社、エースクルー・エンタテインメント
  - 出演：稲川淳二、紗綾、長澤奈央

怪談番組。全4回。30分番組。
- ワケありバンジー（2010年7月 - 12月（三重テレビ・サンテレビ）、2010年10月 - 2011年3月（KBS京都）、2010年10月 - 2011年4月（テレ玉・チバテレ・tvk））
  - 幹事：
  - 制作著作：ワケありバンジー制作委員会（東名阪ネット6参加各社、北海道放送、RKB毎日放送、ジェイアール東日本企画他）
  - 出演：ルー大柴、武藤乃子

バラエティ番組。放送開始時期は局により7月開始・10月開始と異なり、終了時期も東北地方太平洋沖地震などの影響により終了がずれ込んでいる局がある。
- ねこばん（2010年10月 - 12月）
  - 幹事：
  - 制作著作：東名阪ネット6参加各社
  - 出演：伊武雅刀、りりィ、片山けい、松田信行

テレビドラマ。動物ドラマシリーズの第5弾。
- 方言彼女。（2010年10月 - 12月）
  - 幹事：テレ玉
  - 制作著作：東名阪ネット6参加各社
  - 出演：相沢美羽、古崎瞳 ほか

バラエティ番組。
- 犬飼さんちの犬（2011年1月 - 2011年3月・4月）
  - 幹事：
  - 制作著作：東名阪ネット6参加各社、岐阜放送、札幌テレビ、TVQ九州放送
  - 出演：小日向文世

テレビドラマ。東北地方太平洋沖地震の影響で終了時期がずれこんだ局あり。動物ドラマシリーズの第6弾。
- テレビまんが 昭和物語（2010年12月 - 2011年1月、先行放送）（2011年4月 - 6月・7月、本放送）
  - 幹事：
  - 制作著作：東名阪ネット6参加各社、ワオワールド、シンク
  - 声の出演：福圓美里、千葉翔也、青木誠、松本保典、玉川砂記子、京田尚子、塚田正昭、高木渉、吉野裕行

テレビアニメ。
- 方言彼女。2（2011年4月 - 6月）
  - 幹事：テレ玉
  - 制作著作：東名阪ネット6参加各社
  - 出演：

バラエティ番組。
- マメシバ一郎（2011年10月 - 12月）
  - 幹事：
  - 制作著作：マメシバ一郎制作委員会（東名阪ネット6参加各社・札幌テレビ放送・TVQ九州放送・とちぎテレビ・アミューズメントメディア総合学院・NTTぷらら・竹書房）
  - 出演：佐藤二朗 他

テレビドラマ。30分番組。下記『幼獣マメシバ』の続編。動物ドラマシリーズの第7弾。
- 走る男F（2010年4月 - 2012年3月）
  - 幹事：KBS京都（担当：伊藤義行）
  - 制作著作：東名阪ネット6参加各社・日本BS放送・元気な事務所
  - 出演：森脇健児

ドキュメントバラエティ番組。30分番組。なお、続編の『走る男女子部』はテレビ埼玉では放送されず、制作からも撤退している。
- くろねこルーシー（2012年1月 - 3月）
  - 幹事：
  - 制作著作：くろねこルーシー制作委員会（東名阪ネット6参加各社・札幌テレビ放送・TVQ九州放送・岐阜放送・アミューズメントメディア総合学院）
  - 出演：山本耕史 他

テレビドラマ。30分番組。動物ドラマシリーズの第8弾。
- 温泉女子（2011年10月 - 2012年9月 ※テレビ神奈川・千葉テレビ放送のみ2012年10月まで）
  - 幹事：KBS京都
  - 制作著作：東名阪ネット6参加各社、岐阜放送
  - 出演：舞夢プロ所属の女性タレント

旅番組。30分番組。当初は2011年10月 - 2012年3月までの放送予定であったが、期間延長されることになった。
- マメシバ一郎 フーテンの芝二郎（2012年10月 - 12月）
  - 幹事：
  - 制作著作：マメシバ一郎 フーテンの芝二郎制作委員会（東名阪ネット6参加各社・札幌テレビ放送・TVQ九州放送・とちぎテレビ・岐阜放送・テレビせとうち・アミューズメントメディア総合学院・NTTぷらら・竹書房）
  - 出演：佐藤二朗 他

テレビドラマ。30分番組。『幼獣マメシバ』シリーズの第3弾で、『マメシバ一郎』の続編。動物ドラマシリーズの第9弾。
- 今夜野宿になりまして（2012年7月 - 12月、三重テレビのみ2012年8月 - 2013年2月）
  - 幹事：
  - 制作著作：チーム今夜野宿（東名阪ネット6参加各社・5いっしょ3ちゃんねる参加各社・ビクターエンタテインメント・角川書店・IVSテレビ制作）
  - 出演：カメ五郎、柴田英嗣（アンタッチャブル）

ドキュメントバラエティ番組。30分番組。東名阪ネット6と5いっしょ3ちゃんねるの合同では初となる共同制作番組である。
- 方言彼女。0（2012年10月 - 2013年3月）
  - 幹事：テレ玉
  - 制作著作：東名阪ネット6参加各社
  - 出演：

バラエティ番組。『方言彼女。』シリーズの第3弾。
- 方言彼氏。（2013年10月 - 12月）
  - 幹事：テレ玉
  - 制作著作：東名阪ネット6参加各社
  - 出演：安達勇人、松岡卓弥（元サーターアンダギー） ほか

バラエティ番組。『方言彼女。』の男性版。
- 猫侍（2013年10月 - 12月）
  - 幹事：
  - 制作著作：猫侍制作委員会（東名阪ネット6参加各社・5いっしょ3ちゃんねる参加各社・アミューズメントメディア総合学院・その他地方局など）
  - 出演：北村一輝 他

テレビドラマ。30分番組。動物ドラマシリーズの第10弾。
- 乾杯戦士アフターV（2014年4月 - 6月）
  - 幹事：テレ玉
  - 制作著作：乾杯戦士アフターV制作委員会（東名阪ネット6参加各社・5いっしょ3ちゃんねる参加各社など）
  - 出演：村井良大ほか

戦隊ヒーローのアフター5（戦い終えた後）に焦点を当てたドラマ。30分番組。
- モンキーパーマ（2013年10月 - 12月（Season1）・2014年4月 - 6月（Season2）[注釈 6]）
  - 幹事：tvk
  - 制作著作：モンキーパーマ制作委員会（テレビ神奈川、とちぎテレビ、群馬テレビ、千葉テレビ、テレビ埼玉、KBS京都、サンテレビ、岡山放送、ひかりTV、アミューズ、CREATIVE OFFICE CUE、テレバイダーなど）
  - 出演：TEAM NACS（森崎博之、安田顕、戸次重幸、大泉洋、音尾琢真）ほか

テレビ人形劇。30分番組。西遊記を題材にしたもの。
- 幼獣マメシバ 望郷篇（2014年7月 - 9月）
  - 幹事：
  - 制作著作：幼獣マメシバ 望郷篇制作委員会（東名阪ネット6参加各社・アミューズメントメディア総合学院など）
  - 出演：佐藤二朗 他

テレビドラマ。30分番組。『幼獣マメシバ』シリーズの第4弾で、『マメシバ一郎 フーテンの芝二郎』の続編。動物ドラマシリーズの第11弾。
- 猫侍 SEASON2（2015年4月 - 6月）
  - 幹事：
  - 制作著作：続・猫侍制作委員会（東名阪ネット6参加各社・5いっしょ3ちゃんねる参加各社・アミューズメントメディア総合学院・その他地方局など）
  - 出演：北村一輝 他

テレビドラマ。30分番組。動物ドラマシリーズの第12弾で、『猫侍』の続編。
- 東京キッド（2015年4月 - 6月）
  - 幹事：
  - 製作著作：キューブ、TOKYO KID製作委員会（東名阪ネット6参加各社、5いっしょ3ちゃんねる参加各社）
  - 出演：キッド咲麗花他

教養、情報バラエティー番組。15分番組。TPD DASH!!のキッド咲麗花をメインキャストとし、日本の魅力を再発見していく。海外の一部の放送局でも放送される。
- 新★乾杯戦士アフターV（2015年10月 - 12月）
  - 幹事：テレ玉
  - 制作著作：乾杯戦士アフターV制作委員会（東名阪ネット6参加各社・5いっしょ3ちゃんねる参加各社など）
  - 出演：村井良大ほか

『乾杯戦士アフターV』の続編となるドラマ。30分番組。
- 俺旅。（第1期：2015年1月 - 3月、第2期：2016年1月 - 3月、第3期：2017年1月 - ）
  - 幹事：tvk
  - 制作著作：東名阪ネット6参加各社・ビデオプランニング
  - 出演：村井良大、佐藤貴史ほか

旅番組。30分番組。
- 猫忍（2016年1月 - 3月）
  - 幹事：
  - 制作著作：2017「猫忍」制作委員会（東名阪ネット6参加各社・5いっしょ3ちゃんねる参加各社・アミューズメントメディア総合学院・その他地方局など）
  - 出演：大野拓朗ほか

テレビドラマ。30分番組。動物ドラマシリーズの第13弾で、『猫侍』シリーズと同一スタッフによる時代劇。
- 超特急と行く! 食べ鉄の旅 台湾編（2017年4月 - 6月）
  - 幹事：
  - 制作著作：東名阪ネット6参加各社・鉄道チャンネル
  - 出演：超特急ほか

旅番組。30分番組。
- 歴史漫才 ヒストリーズ・ジャパン（2017年7月 - 9月）
  - 幹事：
  - 制作著作：「歴史漫才ヒストリーズ・ジャパン」製作委員会（東名阪ネット6参加各社）
  - 出演：大林素子ほか

歴史を題材としたお笑い番組。30分番組。元々は、なるせゆうせい演出の舞台作品であり、それをテレビ作品化したもの。
- もひかん家の家族会ぎ（2017年10月 - 12月）
  - 幹事：
  - 制作著作：「もひかん家の家族会ぎ」制作委員会（ギルド、ビデオプランニング、ポニーキャニオン、東名阪ネット6参加各社）
  - 出演：中村優一、三倉佳奈、平尾菜々花、山川大遥、徳井優

テレビドラマ。30分番組。

### 過去に放送された編成関与番組
下記の番組は、東名阪ネット6各局のプロデューサーが制作関与という形でクレジットされている番組である。
- AKB0048（2012年4月 - 2012年7月（第1期）・2013年1月 - 2013年3月（第2期））
  - 幹事：tvk
  - 声の出演：NO NAME、かかずゆみ、沢城みゆき、中原麻衣、堀江由衣、田村ゆかり、川澄綾子、能登麻美子、神田朱未、植田佳奈、白石涼子他

テレビアニメ。30分番組。制作はAKB0048制作委員会とのみ表記されており、制作著作として東名阪ネット6各局はクレジットされていない。
- 伊集院光のばらえてぃーばんぐみ（2012年7月 - 9月）
  - 出演：伊集院光他

バラエティ番組。30分番組。制作自体はホリプロ・ポニーキャニオンで、制作著作として東名阪ネット6各局はクレジットされていない。

## その他の共同制作
- 映画・ドラマ「イヌゴエ」（2006年、幹事：tvk） - 動物ドラマシリーズの第1弾
- 映画「棚の隅」（2006年、幹事：tvk）
- 映画「WHITE MEXICO」（2007年、幹事：tvk）
- 映画・ドラマ「ネコナデ」（2008年、幹事：tvk） - 動物ドラマシリーズの第2弾
- 映画「音符と昆布」（2008年、幹事：tvk）
- 映画「GSワンダーランド」（2008年、幹事：tvk）
- 映画・ドラマ「幼獣マメシバ」（2009年、幹事：tvk） - 動物ドラマシリーズの第3弾
- 映画「PLASTIC CITY」（2009年、幹事：tvk）
- 映画「悲しいボーイフレンド」（2009年、幹事：tvk）
- 映画・ドラマ「ねこタクシー」（2010年、幹事：tvk） - 動物ドラマシリーズの第4弾
- 映画「遠くの空」（2010年、幹事：tvk）
- 映画「テレビまんが 昭和物語 劇場版」（2011年）
- 映画「ねこばん3D とび出すにゃんこ」（2011年） - 動物ドラマシリーズの第5弾
- 映画「犬飼さんちの犬」（2011年） - 動物ドラマシリーズの第6弾
- 映画「マメシバ一郎3D」（2012年） - 動物ドラマシリーズの第7弾
- 映画「くろねこルーシー」（2012年） - 動物ドラマシリーズの第8弾
- 映画「マメシバ一郎 フーテンの芝二郎」（2013年） - 動物ドラマシリーズの第9弾
- 映画「猫侍」（2014年） - 動物ドラマシリーズの第10弾
- 映画「幼獣マメシバ 望郷篇」（2014年） - 動物ドラマシリーズの第11弾

※上記作品群を「東・名・阪 ネット6」制作扱いにしている場合もある（「ネコナデ」「WHITE MEXICO」「幼獣マメシバ」など）。
- BSイレブン競馬中継（2011年1月 - 2012年9月、幹事：日本BS放送、製作著作：日本BS放送・電通）
  - 東名阪ネット6参加各局、及び群馬テレビ・とちぎテレビ・奈良テレビ放送で放送されていた中央競馬中継（関東地区は「中央競馬ワイド中継」、関西地区は「KEIBAワンダーランド」がBS11の中継開始に伴い廃止される[注釈 7]ことから、その振り替えとして原則土・日14時台に「JRA競馬中継」として放送する。ただし東名阪ネット6加盟各局は制作・出演者派遣などに直接関与はしておらず、ネット受けのみである。なおこの「JRA競馬中継」はJRAの放送業務に関する公募公示によると、履行期間が2012年9月末までとされている。
  - 実際に東名阪ネット6加盟各局のうち関西の3局は2012年9月でネットを打ち切られ、10月からは関東3局のみでの放送となったが、引き続き首都圏トライアングル加盟各局は制作に関与していない
- 競馬展望プラス（2012年10月 - 2019年3月、幹事：首都圏トライアングル[注釈 8]<関東編>、KBS京都<関西編>）　企画ネット番組

## 備考
参加局のうち、三重テレビとKBS京都はテレビ東京の一部番組のネットが行われている。
tvkを除く他の5局は、TOKYO MX（非参加局）制作番組が放送されている。かつサンテレビとKBS京都は、同局から帯番組の同時ネットも行われている。